# Користь філософії не доведена, а шкода від неї можлива
«Користь філософії не доведена, а шкода від неї можлива» (рос. Польза философии не доказана, а вред от неё возможен) — афоризм міністра народної освіти Російської імперії П. А. Ширинського-Шихматова.

## Історичні обставини
Ця фраза була сказана через плани новопризначеного (у 1849 році) міністра виключити філософію з числа дисциплін, які викладають в університетах, що і здійснили в 1850 році. Це вписувалось в загальну політику останнього періоду царювання Миколи I (з 1848). Філософія як дисципліна і насамперед західноєвропейська філософія часто вважалися джерелом крамоли.

## Фраза у сучасній культурі
Найбільш історично достовірне формулювання — те, яке наведене в заголовку: «Користь філософії не доведена, а шкода від неї можлива». Проте, часто її цитують неточно.
Можливі інші варіанти. Зокрема слово «філософія» виносять за межі фрази чи замінюють на якесь інше. Останню заміну, власне, відносять до свідомих змін фрази, коли формулювання використовують не для критики філософії, а для критики чогось іншого.
При цитуванні близько до тексту використання фрази залежить від наміру людини. Якщо вона не згодна з нею, то це є характерним прикладом ставлення бюрократії та політиків до філософії та освіти та науки в цілому. У разі згоди фраза є аргументом проти філософії та марного теоретизування.
Часто цю фразу помилково приписують С. С. Уварову, який був міністром безпосередньо перед Ширинським-Шихматовим і є автором іншого відомого гасла «Православ'я, самодержавство, народність», або самому Миколі I.